# Frontón Recoletos
El Frontón Recoletos fue un frontón construido en 1935 en la calle Villanueva de la ciudad de Madrid. Constituyó en su día uno de los diseños más destacados del ingeniero Eduardo Torroja y fue llevado a la práctica en colaboración con el arquitecto Secundino Zuazo.

## Requisitos
Para cubrir los requisitos del juego de pelota vasca para remonte y pala, al que estaba destinado el edificio, era necesario cubrir una gran zona rectangular delimitada por dos muros, uno principal y otro de rebote, unidos por otro muro lateral de mayor longitud que los anteriores. Estos tres muros delimitan la zona de juego y en el otro lateral se disponen los graderíos donde se sitúa el público. Obviamente todo el recinto debe ser diáfano para permitir tanto el juego como la visión de los espectadores. Asimismo, otro factor a tener en cuenta es la altura de la cubierta sobre la pista de juego y, finalmente, la adecuada iluminación natural del recinto.

## El proyecto
El diseño de Torroja para cubrir el espacio rectangular de la cancha y graderíos, con unas dimensiones de 55 m de largo por 32,5 m de ancho, es el aspecto más innovador de este proyecto y lo que realmente lo hace singular. La solución dada a la cubierta del recinto, consistió en un dos cilindros, cuya sección estaba formada por dos arcos circulares asimétricos que se cortaban perpendicularmente, cubriendo la más grande la zona de juego y parte del graderío bajo y la más pequeña el graderío alto.
En la Figura 1 se pueden apreciar las dimensiones de las bóvedas y cómo los únicos puntos de apoyo eran el muro lateral por un lado y la estructura de los graderíos por el otro. La lámina de la cubierta era de hormigón armado y tenía un espesor de solo 8 cm.
Para cubrir los requerimientos de iluminación natural se recurrió a dos grandes lucernarios longitudinales orientados hacia el norte y con una inclinación tal que impidiese la entrada directa del sol al recinto, para que no se pudieran deslumbrar los jugadores. Estos lucernarios, formados por celosías constituidas por triángulos equiláteros de hormigón armado, de 140 cm de lado y 17x30 de sección, estaban situados, como se aprecia en la figura, uno en la unión de ambas bóvedas, para iluminar la zona de juego y el otro en el apoyo lateral de la bóveda pequeña, para iluminar la zona de público.
El edificio se terminó en un tiempo récord, ya que el primer partido se jugó el 29 de febrero de 1936, pocos meses antes del comienzo de la Guerra Civil. El Frontón Recoletos era la mayor estructura de este tipo construida en Europa hasta esa fecha, por lo que una publicación de Torroja sobre la misma obtuvo un premio en el concurso convocado en 1936 por la Real Academia de Ciencias Exactas, Físicas y Naturales de Madrid.

## Desaparición
Durante la guerra, el edificio sufrió varios impactos directos que abrieron agujeros en la cubierta. Asimismo el efecto de las fuertes vibraciones de los bombardeos provocaron deslizamientos que ocasionaron el pandeo y agrietamiento de la misma. Al no poder ser reparados los daños en aquellos momentos se produjo la ruina con un hundimiento parcial. En 1942 Torroja presentó un estudio, publicado por la Real Academia de Ciencias Exactas, Físicas y Naturales, sobre las causas técnicas del hundimiento y de las obras que serían necesarias para poner nuevamente en servicio el edificio. Sin embargo, el mal estado de la obra impidió su realización antes de producirse el hundimiento total. En 1973 se llevó a cabo la demolición total del edificio del frontón, y en la actualidad se levanta un bloque de viviendas en su lugar.